# 脱亜入欧
脱亜入欧（だつあにゅうおう、旧字体：脫亞入歐）とは、明治時代（19世紀末）の日本において、「後進世界であるアジアを脱し、ヨーロッパ列強の一員となる」ことを目的としたスローガンや思想である。後には他のアジアの国の同様の動きについて使われることもある。

## 歴史

### スローガン
「脱亜入欧」という言葉は、欧米列強が植民地戦争を繰り広げていた明治時代に、『日本之輿論　一名・当世名士時事活論』（1887年（明治20年））の鈴木券太郎など在野の日本人が造語し流布させた言葉である。また、明治政府の各種スローガン「文明開化」「殖産興業」「四民平等」「国民皆兵」「富国強兵」をひとくくりにして分りやすく表現した在野のスローガンである。『五箇条の御誓文』（1868年（慶応4年）3月14日）以降『前近代的なものを卒業して近代国民国家になるべきだ』と努力し続けていた明治中頃までの日本国政府や『学問のすゝめ』（1872年（明治5年）-1876年（明治9年））の福澤諭吉の意図とは異なり、「脱亜入欧」という分りやすいスローガンのほうが日本国民の多くに幅広く浸透し流布した言葉と考えられる。
丸山眞男の調査によれば、「脱亜入欧」という成句が使用された最も古い史料は1887年（明治20年）4月14日に『山陽新報』に掲載された社説「欧化主義ヲ貫カサル可ラス」である。執筆したのは山陽新報の主筆であった鈴木券太郎である。この社説の中で「脱亜入欧」という成句が4回使用されている。この社説は鈴木 (1887b)、鈴木 (1887c)、鈴木 (1888)に収録された。

### 脱亜論との関係
1885年（明治18年）の論説『脱亜論』（福澤諭吉が書いたという説が伝統的だったが異論も出ている）の考え方が「脱亜入欧」の考え方であると指摘されることがあるが、福沢の署名著作・『時事新報』論説のすべてにおいて「入欧」という言葉を一度も使用していない。さらに福澤が「脱亜入欧」という語句と関連付けられるようになったのは第二次世界大戦後の1950年代以降の事である。

### 興亜会（興亜論）との関係
『興亜論』は、興亜会（1880年（明治13年）-）を中心に展開されていた汎アジア主義であるが、その興亜会には勝海舟や福澤諭吉が顧問として参加している。『脱亜論』に反駁されたはずの『興亜論』が、後に日清戦争と日露戦争に勝利したのを機に興亜会を吸収した東亜同文会などを中心として「八紘一宇」「五族協和」といったスローガンで喧伝され、日本を盟主とすべきとする侵略正当化論に変質する。そして、昭和前半の多くの日本の軍人・政治家・公務員が日中戦争・太平洋戦争に突き進む心理的要因の一部になる。よって、東亜同文会などにより変質させられた『興亜論』が、昭和前半に日本人の多くが帝国主義・覇権主義・侵略主義・全体主義を信奉し正当化する契機となった思想であり、その対極の福澤諭吉の『脱亜論』とそれを単純化し分りやすく表現した鈴木券太郎らの「脱亜入欧」論とは性格が異なる。

## 中国・韓国での認識
中国・韓国では、「福澤諭吉が脱亜入欧を唱えて明治時代の日本の世論を先導して日本の文明開化を推し進めた反面、中国・韓国に対する蔑視や侵略主義、さらに第二次世界大戦へと導いた元凶にもなった」と認識されている。
2012年（平成24年）4月29日、『サーチナ』は中国の検索サイト百度の掲示板に「中国は日本のように脱亜入欧できるか？」というスレッドが立ったと報じた。スレのレスでは、「福澤諭吉が『時事新報』に有名な短文「脱亜論」を掲載して、中華思想や儒教を廃し、西洋文明を吸収して、アジアを脱しアジア諸国とは絶交することを主張した」との指摘がなされた。
2011年（平成23年）12月16日、韓国の『毎日新聞』はジョン・インヨル論説委員の「脱亜と興亜〜福澤諭吉の残した「脱亜入欧」の亡霊がまだ日本を覆っている」というコラムを掲載した。ジョンはそのコラムの中で、「福澤諭吉は今日の日本で国父のように尊敬されている。そのため日本の最高額紙幣の1万円に描かれた彼は、1885年、文章を通じて『文明国家になるためにアジアを脱してヨーロッパを指向しなければならない』として「脱亜入欧」を主張した」と記している。

## トルコの場合
現代のトルコの国土は大部分がアジア、一部がヨーロッパにまたがっているが、政府の公式見解ではヨーロッパの一国としてNATOに加盟、さらに欧州連合への加盟を推進中である。